# Polinoxilina
La polinoxilina es un desinfectante, antiséptico y antifúngico usado en forma de polvo y ungüento. El compuesto es producto de la condensación de formaldehído y urea. Se usa tópicamente para el tratamiento local de infecciones menores, generalmente a una concentración del 10 %.
Se ha utilizado en dermatología para tratar la furunculosis y el intertrigo.

## Modo de acción
La polioxilina y su congénere, la noxitiolina, han mostrado en estudios que se descomponen en solución para liberar formaldehído y se ha sugerido que los efectos observados con estos dos compuestos son causados por el formaldehído liberado.

## Estudios
Los estudios hechos sobre el intertrigo empleando la polinoxilina como antiséptico no fueron concluyentes debido a que la muestra (la cantidad de pacientes en el estudio) fue muy pequeña como para extraer datos estadísticamente significativos.
Del mismo modo, en otro estudio se probó el polvo de polinoxilina al 2 % en cincuenta pacientes para ver si prevenía la infección urinaria ascendente tras la remoción de la próstata, pero no se observó ningún beneficio significativo en términos de reducción en la infección urinaria postoperatoria.
En un estudio con pacientes mujeres que padecían de úlceras varicosas, se les cubrieron las heridas con un apósito con pasta de polinoxilina en venda de gasa estéril. En 34 pacientes tratadas y las de control las tasas de curación fueron de 2.8 y 3.1 mm². por día respectivamente. La diferencia no fue significativa estadísticamente y el resultado fue que la polioxilina no demostró influir en la tasa de epitelización de las úlceras varicosas.

## Uso en veterinaria
Se emplea en heridas de animales. A este respecto, los códigos ATC son:
- QA01AB05
- QD01AE05.

## Retiro del SCIL
La polinoxilina fue marcada el 19 de enero de 2017 para ser retirada de la lista SCIL (Safer Chemical Ingredients List: Lista de ingredientes químicos más seguros) a 12 meses.[actualizar]